# 樟南足扇介殼蟲
樟南足扇介殼蟲（学名：Podoparalecanium machili）为介殼蟲科足扇介殼蟲屬下的一个种。